# Hyundai i30 (FD)
Hyundai i30 er en lille mellemklassebil fra den sydkoreanske bilfabrikant Hyundai Motor. Den første generation, kaldet FD, blev i den femdørs serieversion præsenteret på Geneve Motor Show i marts 2007, og kom på markedet i juli 2007.
Med i30 indførte Hyundai i Europa nye betegnelser for deres modeller. Siden foråret 2008 findes i30 også som stationcar (i30 cw). Siden efteråret 2008 sælges modellen også i USA under navnet Elantra Touring.
I fabrikantens modelprogram afløste modellen i Europa Elantra, og var placeret mellem minibilen Accent og den store mellemklassebil Sonata.
I forsommeren 2010 fik i30-serien et facelift. Her blev bl.a. frontpartiet modificeret med kølergrill a la SUV'en ix35.
På Frankfurt Motor Show 2011 præsenterede Hyundai en ny udgave af i30, som kom på markedet i foråret 2012. Den nye i30 er vokset i dimensioner og bagagerumsvolumen. Til de tekniske nyheder hører bl.a. knæairbag til føreren, adaptivt kurvelys, instrumenter med højopløseligt TFT-LED-målere og elektrisk parkeringsbremse.

## Produktion
Hyundai i30 er ligesom søstermodellen Kia cee'd specielt udviklet til Europa og er tænkt som mærkets volumenmodel. Designet i Hyundais europæiske designcentrum i Rüsselsheim, blev modellen siden november 2008 bygget på Hyundai Motor Manufacturing Czech's fabrik i Nošovice, Tjekkiet. De førhen til Europa importerede biler blev bygget i Ulsan, Sydkorea. Til andre eksportmarkeder som f.eks. Australien bygges i30 fortsat i Ulsan.
På fabrikken i Nošovice blev der i 2010 bygget ca. 130.598 Hyundai i30 og i30cw.

## Facelift
I forsommeren 2010 gennemgik i30 et facelift, hvor frontpartiet og hækskørterne blev modificeret.
I forbindelse med faceliftet blev de forskellige udstyrsvarianter udvidet og garantien forlænget fra tre til fem år:
- Classic fik som standardudstyr tågeforlygter, gearskifteindikator samt en nydesignet gearknop.
- Comfort fik derudover elektrisk indklappelige sidespejle, automatisk klimaanlæg, midterarmlæn bagi med drikkevareholdere og Coming Home-funktion.
- Style har fartpilot, bakalarm, regnsensor samt forrudeviskerafiser.
- Premium-modellen udgik, da dens features nu er en del af de øvrige udstyrsvarianter.

- Hyundai i30 (2010−2012)

## Teknik
i30 deler platform og teknisk basis med den i januar 2007 introducerede Kia cee'd. Begge biler blev bygget på samme samlebånd i Nošovice, Tjekkiet og fandtes med de samme motorer.

### Motorer og gearkasser
Alle motorvarianter trak på forhjulene, var placeret foran på tværs og rådede over antispinregulering, som var en del af det standardmonterede ESP-system. Motorerne har fire cylindre og 16 ventiler, og opfyldte Euro4. 1,4- og 1,6-litersmotorerne har siden august 2010 opfyldt Euro5. På dette tidspunkt blev 2,0-litersmotorerne taget af programmet, da de ikke kunne opfylde den fra januar 2011 krævede Euro5-norm, og 1,4- og 1,6-litersmotorerne kunne også fås med start/stop-system (i30 blue), som reducerer brændstofforbruget.
| Model         | Cylindre | Ventiler | Slagvolume cm³ | Max. effekt kW (hk) / omdr. | Max. drejningsmoment Nm / omdr. | 0-100 km/t sek. | Topfart km/t | Byggeår     |
| ------------- | -------- | -------- | -------------- | --------------------------- | ------------------------------- | --------------- | ------------ | ----------- |
| Benzinmotorer |          |          |                |                             |                                 |                 |              |             |
| 1.4           | 4        | 16       | 1396           | 80 (109) / 6000             | 137 / 5000                      | 11,6            | 187          | 2007 − 2012 |
| 1.6           | 4        | 16       | 1591           | 90 (122) / 6200             | 156 / 4200                      | 10,9            | 192          | 2007 − 2010 |
| 1.6           | 4        | 16       | 1591           | 93 (126) / 6300             | 157 / 4200                      | 11,0            | 192          | 2008 − 2012 |
| 2.0           | 4        | 16       | 1975           | 105 (143) / 6000            | 186 / 4500                      | 10,6            | 205          | 2007 − 2010 |
| Dieselmotorer |          |          |                |                             |                                 |                 |              |             |
| 1.6 CRDi      | 4        | 16       | 1582           | 66 (90) / 4000              | 240 / 1900 − 2600               | 13,9            | 172          | 2008 − 2012 |
| 1.6 CRDi      | 4        | 16       | 1582           | 85 (115) / 4000             | 255 / 1900 − 2750               | 11,6            | 188          | 2007 − 2012 |
| 1.6 CRDi      | 4        | 16       | 1582           | 94 (128) / 4000             | 260 / 1900 − 2750               | 11,0            | 197          | 2009 − 2012 |
| 2.0 CRDi      | 4        | 16       | 1991           | 103 (140) / 3800            | 305 / 1800 − 2500               | 10,7            | 205          | 2007 − 2010 |

### Styretøj og bremser
Alle versioner var udstyret med en hastighedsafhængig, elektrohydraulisk servostyring med tandstangsstyring. Kun dieselmodellen med 90 hk havde elektrisk servostyring.
2-kreds bremsesystemet havde skivebremser på alle fire hjul (indvendigt ventileret foran) og bremseforstærker.

### Udstyr frem til forsommeren 2010
i30 blev frem til 2010 solgt i fire forskellige udstyrsvarianter: Classic, Comfort, Style og Premium. Premium-modellen udgik i rammerne af faceliftet i 2010 og dens udstyr integreret i de øvrige udstyrsvarianter.
Bilen havde som standard i alle udstyrsvarianter seks airbags, ABS, ESP, kørecomputer, cd/mp3-afspiller med USB- og AUX-tilslutning, el-ruder foran samt centrallåsesystem. I de højere udstyrsvarianter kom der flere udstyrsdetaljer, som ikke kunne fås enkeltvis. Så f.eks. kunne sædevarme kun fås til Style og Premium i kombination med mere ekstraudstyr indeholdt i disse versioner. Udover udstyrsvarianten kunne kun lakeringen vælges frit af kunden. Deurdover tilbød Hyundai ekstraudstyr til eftermontering, som f.eks. parkeringshjælp, alufælge samt navigationssystemer.
- Fører- og passagerairbag
- Afbryder til passagerairbag
- Sideairbags foran
- Gardinairbags
- Aktive nakkestøtter foran
- Antiblokeringsbremsesystem (ABS) + elektronisk bremsekraftfordeling (EBV)
- Automatisk døroplåsning i tilfælde af kollision
- Dobbelt sidekollisionsbeskyttelse i dørene Doppelter Seitenaufprallschutz in den Türen
- Trepunktsseler på alle siddepladser
- Tredje bremselygte
- Elektronisk startspærre
- Energiabsorberende sikkerhedskarrosseri
- ESP med integreret bremseassistent
- Selestrammere og selekraftbegrænsere foran
- Højdejusterbare nakkestøtter på alle siddepladser
- Højdejusterbare sikkerhedsseler foran
- Fastgørelse til Isofix-autostole på de yderste bagsæder
- Halogenforlygter med klart glas og slukningsautomatik
- Skivebremser foran (indvendigt ventilerede) og bagpå
- Selehuskere på alle siddepladser
- Støjdæmpning af motorhjelm
- Tonede ruder hele vejen rundt
- Bagrudevisker/vasker (med intervalfunktion)
- El-bagrude med timer
- Beskyttelsesliter (foran og bagpå) lakeret i bilens farve
- Fralægningsrum i midterkonsollen foran
- Fralægningsrum i dørene
- Belyst og afkøleligt handskerum
- Integreret cd-radio med mp3-funktion
- Tilslutninger til USB og AUX (f.eks. iPod)
- Antenne på den bageste del af taget
- Kørecomputer med rækkeviddeindikator, kilometertæller og indikator for gennemsnitligt brændstofforbrug
- Udetermometer
- Fastgørelseskroge i bagagerum
- Digitalur
- Elektrisk servostyring
- Bagagerumsafdækning
- Bagagerumsbelysning
- To drikkevareholdere i midterkonsol
- Holdegreb til forsæde- og bagsædepassagerer
- Kabinebelysning
- Kosmetikspejle med afdækning på solskærme
- Fjernudløsning af tankklap
- Centrallåsesystem med bagagerumsåbning
- Højdejusterbart førersæde
- Asymmetrisk delt, fremklappeligt bagsæde

|                                                   | Classic | Comfort | Style | Premium |
| ------------------------------------------------- | ------- | ------- | ----- | ------- |
| Alarmanlæg                                        | -       | •       | •     | •       |
| Lyssensor                                         | -       | -       | •     | •       |
| Tågeforlygter                                     | -       | •       | •     | •       |
| Regnsensor                                        | -       | -       | -     | •       |
| Dæktrykskontrolsystem                             | -       | -       | •     | •       |
| Hældningsjusterbar sikkerhedsratstamme            | •       | -       | -     | -       |
| Længde- og hældningsjusterbar sikkerhedsratstamme | -       | •       | •     | •       |
| Konvekst sidespejl i førerside                    | -       | •       | •     | •       |
| Opvarmelige sidespejle                            | -       | •       | •     | •       |
| El-justerbare sidespejle                          | -       | •       | •     | •       |
| Sidespejle lakeret i bilens farve                 | -       | •       | •     | •       |
| Elektrisk sammenklappelige sidespejle             | -       | •       | •     | •       |
| Hjulkapsler                                       | •       | •       | -     | -       |
| Alufælge                                          | ekstra  | ekstra  | •     | •       |
| Dørhåndtag i sort                                 | •       | -       | -     | -       |
| Dørhåndtag lakeret i bilens farve                 | -       | •       | •     | •       |
| Fralægningsrum i midterarmlæn foran               | -       | •       | •     | •       |
| Lommer bagpå forsædernes ryglæn                   | -       | •       | •     | •       |
| Fjernbetjening af radioen fra rattet              | -       | •       | •     | •       |
| Fire højttalere                                   | •       | -       | -     | -       |
| Seks højttalere                                   | -       | •       | •     | •       |
| Belyst tændingslås                                | -       | •       | •     | •       |
| El-ruder foran                                    | •       | -       | -     | -       |
| El-ruder foran og bagi                            | -       | •       | •     | •       |
| Fjernbetjening til centrallåsesystem              | -       | •       | •     | •       |
| Pakkenet i bagagerum                              | -       | •       | •     | •       |
| Fartpilot med styring fra rattet                  | -       | -       | -     | •       |
| Drikkevareholdere i midterarmlænet bagi           | -       | -       | -     | •       |
| Kortlæselamper foran                              | -       | •       | •     | •       |
| Klimaanlæg/klimaautomatik                         | •/-     | •/-     | •/-   | -/•     |
| Bakalarm                                          | -       | -       | -     | •       |
| Forrudeviskerafiser                               | -       | -       | -     | •       |
| Forkromede dørhåndtag indvendigt                  | -       | •       | •     | •       |
| Stofindtræk                                       | •       | •       | -     | -       |
| Stof/læderindtræk                                 | -       | -       | •     | -       |
| Læderindtræk                                      | -       | -       | -     | •       |
| Førersæde med justerbar lændehvirvelstøtte        | -       | •       | •     | •       |
| Sædevarme                                         | -       | -       | •     | •       |

### Udstyr fra forsommeren 2010
Siden faceliftet i forsommeren 2010 har udstyrsvarianterne forandret sig lidt. Ændringerne berørte følgende udstyrsdetaljer:
|                                         | Classic | Comfort | Style |
| --------------------------------------- | ------- | ------- | ----- |
| Tågeforlygter                           | •       | •       | •     |
| Gearskifteindikator                     | •       | •       | •     |
| Elektrisk indklappelige sidespejle      | -       | •       | •     |
| Klimaautomatik                          | -       | •       | •     |
| Midterarmlæn bagi med drikkevareholdere | -       | •       | •     |
| Coming Home-funktion                    | -       | •       | •     |
| Fartpilot                               | -       | ekstra  | •     |
| Bakalarm                                | -       | ekstra  | •     |
| Regnsensor                              | -       | -       | •     |
| Forrudeviskerafiser                     | -       | -       | •     |